# Lãng phí thời gian của cảnh sát
Lãng phí thời gian của cảnh sát được liệt vào danh sách tội hình sự ở nhiều quốc gia thuộc Khối thịnh vượng chung.

## Vương quốc Anh
Ở Anh và xứ Wales, một người có thể bị buộc tội theo Khoản 5 (2) của Đạo luật Hình sự năm 1967 khi một người "gây ra bất kỳ việc làm lãng phí nào cho cảnh sát" bằng cách "cố ý làm cho bất kỳ người nào báo cáo sai":
- Cho thấy rằng một hành vi phạm tội đã được thực hiện,
- Gây ra sự lo lắng cho sự an toàn của bất kỳ người hoặc tài sản nào, hoặc
- Cho biết rằng họ có tài liệu thông tin cho bất kỳ cuộc điều tra nào của cảnh sát.

Phạm tội bị phạt tù cao nhất là sáu tháng và/hoặc phạt tiền. Các trường hợp ít nghiêm trọng hơn có thể dẫn đến thông báo hình phạt cho tội gây rối trật tự là 80 Bảng đối với người từ 16 tuổi trở lên và 40 Bảng đối với người phạm tội nhỏ tuổi.
Điều tương tự cũng áp dụng cho Bắc Ireland theo Mục 5 (3) của Đạo luật Luật Hình sự (Bắc Ireland) 1967.
Đối với Scotland, Tòa án Thẩm phán Tối cao tuyên bố trong Kerr v. Hill rằng việc cung cấp thông tin sai lệch cho cảnh sát cấu thành tội phạm theo luật chung.

## New Zealand
Ở New Zealand, một người có thể bị buộc tội theo Khoản 24 của Đạo luật Tóm tắt về Vi phạm 1981 vì đã thực hiện một trong các hành vi sau:
- Đưa ra, hoặc gây ra, cho một nhân viên cảnh sát bất kỳ cáo buộc nào về hành vi phạm tội "trái với thực tế và không tin tưởng vào sự thật của tuyên bố".
- Gây ra sự lo lắng nghiêm trọng đối với sự an toàn của bất kỳ người hoặc tài sản nào (cho dù bằng lời nói hay hành vi), với ý định gây ra việc làm lãng phí hoặc làm chệch hướng nguồn lực của cảnh sát, hoặc thiếu thận trọng về kết quả đó.

Một người bị kết án theo phần này có thể bị phạt tù đến ba tháng, hoặc phạt tiền lên đến 2000 Đôla New Zealand.

## Canada
Ở Canada, hành vi phạm tội (được gọi là nghịch ngợm nơi công cộng) được định nghĩa bởi Điều 140 của Bộ luật Hình sự:
140. (1) Mọi kẻ phạm tội ác ý công khai, với ý định đánh lừa, khiến một sĩ quan hòa bình phải vào cuộc hoặc tiếp tục cuộc điều tra bởi
(a) tuyên bố sai sự thật cáo buộc một số người khác đã thực hiện hành vi phạm tội;
(b) làm bất cứ điều gì nhằm mục đích khiến một số người khác bị nghi ngờ là đã thực hiện hành vi phạm tội mà người kia không phạm phải, hoặc để chuyển hướng nghi ngờ khỏi chính họ;
(c) báo cáo rằng một hành vi phạm tội đã được thực hiện khi nó chưa được thực hiện; hoặc
(d) báo cáo hoặc theo bất kỳ cách nào khác để làm cho nó được biết hoặc làm cho nó được biết rằng anh ta hoặc một số người khác đã chết khi người đó chưa chết
(2) Mọi kẻ phạm tội nghịch ngợm nơi công cộng
(a) phạm tội có thể bị truy tố và phải chịu hình phạt tù có thời hạn không quá năm năm; hoặc là
(b) phạm một tội bị trừng phạt theo bản án tổng hợp.